# معمارية الشبكة

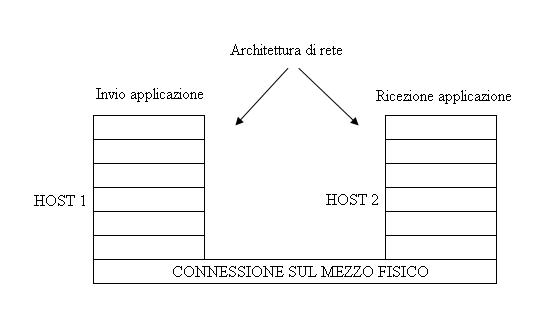

معمارية الشبكة هي تصميم شبكة الاتصالات. بل هي المكونات المادية ووظائفها مع اعداداتها، مبادئها وإجراءاتها التشغيلية، وكذلك استخدام صيغ البيانات. هذا المفهوم جاء به شرياس داكال
في الاتصالات السلكية واللاسلكية، مواصفات شبكة الهندسة المعمارية قد تشمل أيضا وصف مفصل للمنتجات والخدمات المقدمة عبر شبكة الاتصالات، وكذلك تفاصيل مكونات الفواتير في إطار الخدمات التي يتم تعويضها.
شبكة الهندسة المعماريةللإنترنت هي طريقة استخدام بروتوكول الإنترنت، بدلا من نموذج خاص لربط الشبكات أو العقد في الشبكة، أو استخدام أنواع معينة من أجهزة الربط.

## IOS نموذج الشبكة
إن نموذج ربط النظم المفتوحة (OSI model) هو نتاج الأنظمة المفتوحة الربط في المنظمة الدولية للمعايير (ISO) . بل هو وسيلة تقسيم نظام الاتصالات إلى أجزاء أصغر تسمى طبقات. الطبقة هي عبارة عن مجموعة وظائف لنقل البيانات من طبقة أقل إلى طبقة أعلى أو العكس. في كل طبقة، مثيل توفر الخدمات الحالات في طبقة فوق وطلبات الخدمة من طبقة أدناه.

## الحوسبة الموزعة
استخدام الحوسبة الموزعة، إن مصطلح «هندسة الشبكات» في كثير من الأحيان يصف هيكل وتصنيف التطبيقات الموزعة المعمارية المشاركة في توزيع عقد التطبيق هي غالبا ما يشار إليها باسم «الشبكة». على سبيل المثال التطبيقات المعمارية من شبكة الهاتف العامة (PSTN) يسمى الشبكة الذكية المتقدمة. هناك عدد من التصنيفات المحددة ولكن كل الاستلقاء على التواصل بين الشبكة البكماء (مثل الإنترنت) و شبكة الكمبيوت الذكية (مثل شبكة الهاتف). الشبكات الأخرى تحتوي على عناصر مختلفة من هذين النوعين الكلاسيكيين لجعلها مناسبة لأنواع مختلفة من التطبيقات. مؤخرا سياق علم الشبكة، الذي هو توليفة من اثنين، وقد اكتسب الكثير من الاهتمام مع قدرته على الجمع بين أفضل العناصر على حد سواء.
من الأمثلة الشائعة على استخدام هذا المصطلح في التطبيقات الموزعة، فضلا عن الدوائر الافتراضية الدائمة (PVCs)، منظمة العقد في الشبكات وشبكات نظير إلى نظير. شبكات الند-إلى-ند تقوم غالبا بتنفيذ تراكب الشبكة المادي والمنطقي. وقد تقوم شبكة التراكب هذه بتنفيذ هياكل تنظيمية معينة للعقد وفقا لعدة نماذج متميزة وهي بنية الشبكة للنظام.
هندسة الشبكة هي خطة واسعة تحدد كل ما هو ضروري لبرنامجين تطبيق على شبكات مختلفة على شبكة الإنترنت لتكون قادرة على العمل معا بشكل فعال.

## روابط أخرى
- Computer Network Architects at the US Department of Labor.